# 抗日根據地
中國共產黨抗日根據地是指1937年至1945年中国抗日战争期间，中国共产党在中国各地成立的軍事、政治相結合的地方組織。1937年11月聂荣臻創立了第一個抗日根據地晋察冀根据地。開闢了中國抗日戰爭的敵後戰場。這些抗日根據地成爲1938年以後很長一段時間的抗日戰場之一。抗战胜利时，中共领导根据地军民对敌作战12.5万次，消灭日军52.7万人，消灭伪军118.7万人，缴获各种枪支69.4万余支，各种炮1800余门。抗日根据地面积发展到近100万平方公里，人口近1亿。中共党员人数发展到120多万，人民军队120余万，民兵260万。

## 历史
中国共产党领导下的敌后抗日根据地的发展过程大致可分为三个时期。
第一个时期，从1937年至1940年的抗日战争前期中国正面战场失利，中国大片领土被日军占领。中共控制的武装主要是八路军，新四军等开始在敌占区活动，开展游击战争，建立游击区和敌后根据地。到武汉失守前，建立了晋察冀、晋冀鲁豫、晋绥、山东和华中五个根据地。，这些根据地不断发展，同时，新建立了华南抗日根据地。到1940年底，共产党员发展到八十万人，中共领导的中国军队发展到近五十万人，根据地人口包括中心区和游击区约达一亿。
第二个时期，1941年至1942年日军在占领区发动治安战以及进行扫荡、實習「三光政策」设立无人区等行动，其中中共抗日武装与日军进了多起如「冀中五一战役」「太行1942年春季战役」「晋察冀1941年秋季战役」等多起「反扫荡」战争，期间中国共产党控制的敌后根据地大幅缩小。
第三时期，1943年至1945年日本战败，因日本在太平洋战争的失利，日军的攻势放缓，在1943年基本恢复到了1940年规模。从1944年开始中共军队对日军进行局部反攻，发动如「晋冀鲁豫边区1944年对日大反攻」等战役，大大的扩展了根据地规模，至1945年1月，中国共产党七大召开前夕，受中共领导的敌后抗日根据地共有19块，根据地人口9550万，面积95.6万平方千米，军队91万，民兵220万，自卫军1000余万。

## 中共抗日根据地列表
红石砬子抗日根据地
- 1932-1933年，中国共产党在中国东北地区创建的首个抗日根据地。

陕甘宁抗日根据地
晉察冀抗日根據地
- 1937年11月由八路軍115師開闢的最早的抗日根據地。以五台山為中心，1938年建立了正式領導機構——晋察冀边区臨時行政委員會，選舉實行“三三制”。華北最大的抗日根據地。
- 抗日戰爭結束前佔有山西、河北、察哈爾、熱河、遼寧五省的部分地區，面積40万平方公里，人口2500万，下轄108個縣。

晉綏抗日根據地
- 由晉西北抗日根據地和大青山抗日根據地合併而成，1942年合併后，以晉綏邊區行政公署為正式領導機構。公署主任續范亭。
- 範圍包括山西西北部與綏遠東南部，是陝甘寧邊區的前衛陣地。

晉冀魯豫抗日根據地
- 以太行山為中心建立的抗日根據地，由八路軍129師在刘伯承、徐向前、邓小平的率領下，合併晉冀豫、冀魯豫等抗日根據地形成的。是南北抗日根據地的聯合點。1941年領導機關晉冀魯豫邊區政府成立，楊秀峰任主席。在1938年曾配合武汉会战襲擊平漢鐵路沿綫日軍。
- 地處華北南部和華中北部，分晉冀豫和冀魯豫兩個軍事戰略區，活動範圍包括了濟南、徐州、太原、開封、石家莊等戰略要地，縂面積約30万平方公里。

山東抗日根據地
- 最早由山東民兵自主創立的遊擊隊開闢，以沂蒙山區為根據地中心。當地民兵在1938年被編為八路軍山東縱隊，1939年罗荣桓率領八路軍115師與山東縱隊匯合。于1940年8月成立戰時工作推行委員會作爲山東抗日根據地的最高政權，黎玉為首席代表。
- 活動範圍由山東大部與河北、江蘇一小部分，縂面積約30万平方公里。

苏北抗日根据地
- 苏北抗日根据地包括淮（阴）海（州）、盐（城）阜（宁）两个地区，物产丰富，人口众多。它是联结华北八路军和南方新四军的重要枢纽，是华中敌后抗战最有利、最能发展的地区，具有重要的战略地位。

东江抗日根据地
东江抗日根据地，地 处珠江江口、广（州）九（龙）铁路两侧，包括东莞、惠阳、宝安、增城、博罗等县。油在东江一带的红军游击队，在曾生等领导下，组成抗日游击队，后建立的东江根据地。
江北抗日根据地
苏中抗日根据地
苏南抗日根据地
淮北抗日根据地
淮南抗日根据地
皖江抗日根据地
浙东抗日根据地
琼崖抗日根据地
鄂豫皖湘赣抗日根据地
河南抗日根据地
闽浙赣抗日游击区
东北抗日游击区
广西抗日游击区